# Кларинваль, Давид
Давид Кларинваль (фр. David Clarinval; род. 10 января 1976, Динан, Валлония) — бельгийский политический и государственный деятель. Член партии «Реформаторское движение». Вице-премьер в 2019—2020 годах и с 2022 года. Министр занятости, экономики и сельского хозяйства с 3 февраля 2025 года.

## Биография
Окончил Лёвенский католический университет, где изучал экономику, общественные науки и политологию. По окончании учёбы начал в 1998 году политическую карьеру парламентским помощником фракции Реформаторского движения. В 2000 году победил на муниципальных выборах и стал бургомистром Бьевра в провинции Намюр, оказавшись на тот момент самым молодым бургомистром в Бельгии. В 2006 году избран депутатом провинциального совета Намюра, но в 2007 году сдал мандат и занял место в Палате представителей, освобождённое Сабиной Ларюэль, специализировался в парламенте на законопроектах в области экономики и энергетики. В 2014 году возглавил на парламентских выборах список РД в провинции Намюр и получил по преференциальной системе наибольшее количество голосов в своём округе. В конце июля 2017 года возглавил партийную фракцию в Палате представителей, сменив ушедшего в правительство Дени Дюкарма.
27 октября 2019 года получил портфель министра государственной службы и бюджета в правительстве под руководством премьер-министра Софи Вильмес.
1 декабря 2019 года назначен вице-премьером, сменил Дидье Рейндерса, назначенного европейским комиссаром.
1 октября 2020 года по итогам парламентских выборов 2019 года было сформировано коалиционное правительство семи партий под председательством Де Кро, в котором Кларинваль получил портфель министра среднего класса, самозанятых, малого и среднего предпринимательства, сельского хозяйства, институциональных реформ и демократического обновления.
В апреле 2022 года назначен исполняющим обязанности вице-премьера и министра внешней торговли вместо Софи Вильмес. После её отставки в июле назначен вице-премьером.
3 февраля 2025 года назначен вице-премьером и министром занятости, экономики и сельского хозяйства в коалиционном правительстве под руководством премьер-министра Барта де Вевера.